# Hans Rudolf Thull
Hans Rudolf Thull (* 6. Dezember 1945 in Bochum) ist ein deutscher Künstler mit den Arbeitsbereichen Fotografie, Collage, Objekt und Skulptur. Er war einer der ersten deutschen zeitgenössischen Fotokünstler, die mit Einzelausstellungen in deutschen Kunstmuseen gezeigt wurden.

## Leben
Thull wuchs in einem musisch geprägten Elternhaus auf, sein Vater war Konzertmeister der Bochumer Symphoniker. 1968 begann er das Studium der Visuellen Kommunikation/Foto-Design/Künstlerischen Fotografie an der Fachhochschule Dortmund, wo unter anderen Pan Walther sein Lehrer war; er beendete das Studium 1973 mit dem Titel Diplom Designer.
Nach Abschluss des Studiums begann er seine freischaffende künstlerische Tätigkeit. Zunächst arbeitete er fast ausschließlich im Fotokunstbereich. Von 1983 bis 1986 war er Dozent an der Fachhochschule Dortmund, er unterrichtete vor allem experimentelle und künstlerische Fotografie.
Während einer Zäsur von 1989 bis 2000 entdeckte er für sich weitere künstlerische Formen: Collage, Objekt und Skulptur. Seine Affinität zu diesen zeigte sich schon vorher in einzelnen früheren Arbeiten, etwa 1985 durch seine Boden–Raum–Skulptur des Ruhrgebietsprojektes gRenzüberschreitung.
Thull stellte in wichtigen nationalen und internationalen Museen aus, dabei wurden seine Arbeiten von prominenten Kustoden wie Thomas Grochowiak und Uwe Rüth kuratiert.
1979–1980 wurde seine erste Ausstellung Realität – Irrealität gemeinsam mit Rolf Glasmeier in der Ludwig Galerie Schloss Oberhausen und in der Kunsthalle Recklinghausen gezeigt. Damit war er einer der frühesten zeitgenössischen deutschen Fotokünstler, die mit Einzelausstellungen in deutschen Kunstmuseen präsentiert wurden.
Hans Rudolf Thull lebt in Bochum.

## Werk
Der zentrale Ansatz seines Werkes ist die Auseinandersetzung mit den verschiedenen Phänomenen von Dualität und Interaktion.
In seinen fotografischen Arbeiten generiert Thull Dualitäten, indem er Gegenstände oder Situationen des Alltags aus ihrer Ursprünglichkeit löst und sie durch unübliche Bildausschnitte und Kameratechniken bis hin zu Verwacklungen und Schwenkungen in einen anderen Zusammenhang stellt. Durch diese Interaktionen werden traditionelle Sehgewohnheiten gebrochen, die Inhalte erhalten eine neue Identität und Dualitäten werden sichtbar. So „sind für den Betrachter Angebote und Möglichkeiten enthalten, durch eigenes Nachdenken und Handeln die Imagination zu wecken und kreative Impulse zu aktivieren.“ Seine Bildserien lassen sich daher der Experimentellen Fotografie zuordnen, einige auch der Subjektiven Fotografie.
Thull arbeitet vor allem in Farbe, sowohl analog im Mittelformat als auch digital im Kleinbildformat.
Die Dualität Medien–Konsument steht im Mittelpunkt seiner Collagen. Durch verschiedene Schnitt-, Reiß- und Klebetechniken sowie gegensätzliche Zuordnungen in Reihung, Häufung und Reduktion, vornehmlich mit Printmedien, erzeugt er Sinnirritationen – oktroyierte Wahrnehmungsprozesse werden hinterfragt: „Die Zeichen des Alltags haben sich gewissermaßen eine zusätzliche Realität erobert.“
Seine zumeist begehbaren Röhren- und Stahlblechskulpturen thematisieren die Dualitäten Blickpunkt–Wahrnehmung und Fläche–Raum; sie erzeugen Interaktionen von Form, Material, Licht, Betrachter und Umfeld. „Durch Wechsel von Standpunkten bzw. Blickwinkeln wird visuell grenzüberschreitend eine kommunizierend variable Gesamtheit geschaffen.“ Die Basis seiner Arbeiten bilden ebene geometrische Stahlbleche, die er durch Einschnitte, Abkantungen, Stauchungen und Zuordnungen von der Fläche in den Raum erhebt, oder Stahlröhren, die er in seriellen oder geometrischen Systemen zusammenstellt.

## Ausstellungen (in Auswahl)
1979 Ludwig Galerie Schloss Oberhausen (E) und Kunsthalle Recklinghausen (E)
Realität – Irrealität (mit Rolf Glasmeier)
1981 Ludwig Galerie Schloss Oberhausen
Villa Romana Preis
1983 Osthaus Museum Hagen
20. Ausstellung des Westdeutschen Künstlerbundes
1984 Goethe House New York (E)
Vier Aspekte zeitgenössischer deutscher Fotografie
(mit Rolf Glasmeier, Robert Häusser u. Pan Walther)
1985 Kunstverein im Revier, Essen/Kunstmuseum Gelsenkirchen/Skulpturenmuseum Glaskasten, Marl
gRenzüberschreitung
1985 Skulpturenmuseum Glaskasten, Marl
Fotokunst im Ruhrgebiet: 8 Räume – 8 Beispiele
1985 Museum of Modern Art, Toyama
I. Internationale Triennale für Plakatkunst
Beitrag der Bundesrepublik (mit Rolf Glasmeier)
1989 Olympus Galerie, Hamburg (E)
Irreale Landschaften
2009 Künstlerzeche Unser Fritz 2/3, Herne
Industrial Land Art im Ruhrland: gRenzüberschreitung 2
2009 Skulpturenmuseum Glaskasten, Marl
50 Jahre künstlerische Gestaltung des Ruhrlandes: Industrial Land Art im Ruhrland 
(E) = Einzelausstellung

## Skulptur im öffentlichen Raum
2002 Vorplatz Thürmer-Saal/Volksbank Bochum
Ohne Titel